# دینین
دینین (به چکی: Dynín) یک منطقهٔ مسکونی در جمهوری چک است که در شهرستان چسکه بودیوویتسه واقع شده‌است. دینین ۱۳٫۱۴ کیلومتر مربع مساحت و ۳۱۴ نفر جمعیت دارد و ۴۲۴ متر بالاتر از سطح دریا واقع شده‌است.